# Revoluția verde

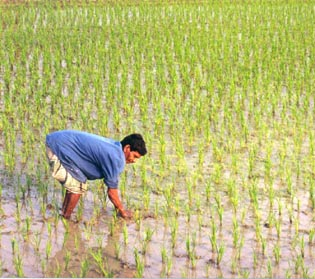
Muncitor pe un lan de orez

Revoluția verde este un concept cu referire la o serie de cercetări, dezvoltări și inițiative de transfer de tehnologie, care au apărut între 1943 și sfârșitul anilor 1970, ducând la industrializarea producției agricole în mai multe națiuni în curs de dezvoltare. Obiectivul acestei revoluții este în primul rînd majorarea considerabilă a producției de cereale și soluționarea problemei alimentare. În acest scop statul a făcut mari alocări de capital, acordând ajutor gospodăriilor agricole în procurarea tehnicii agricole, îngrășămintelor minerale, materialului de însămînțat din soiuri de elită înalt productive, în construcția noilor sisteme de irigație. Toate aceste măsuri întreprinse de stat contribuie la sporirea subtanțială a producției agricole.